# Братська могила патріотів-батуринців та комсомольців-чекістів
Братська могила розташована по вул. Військових медиків у Довгинцівському районі м. Кривий Ріг.

## Передісторія

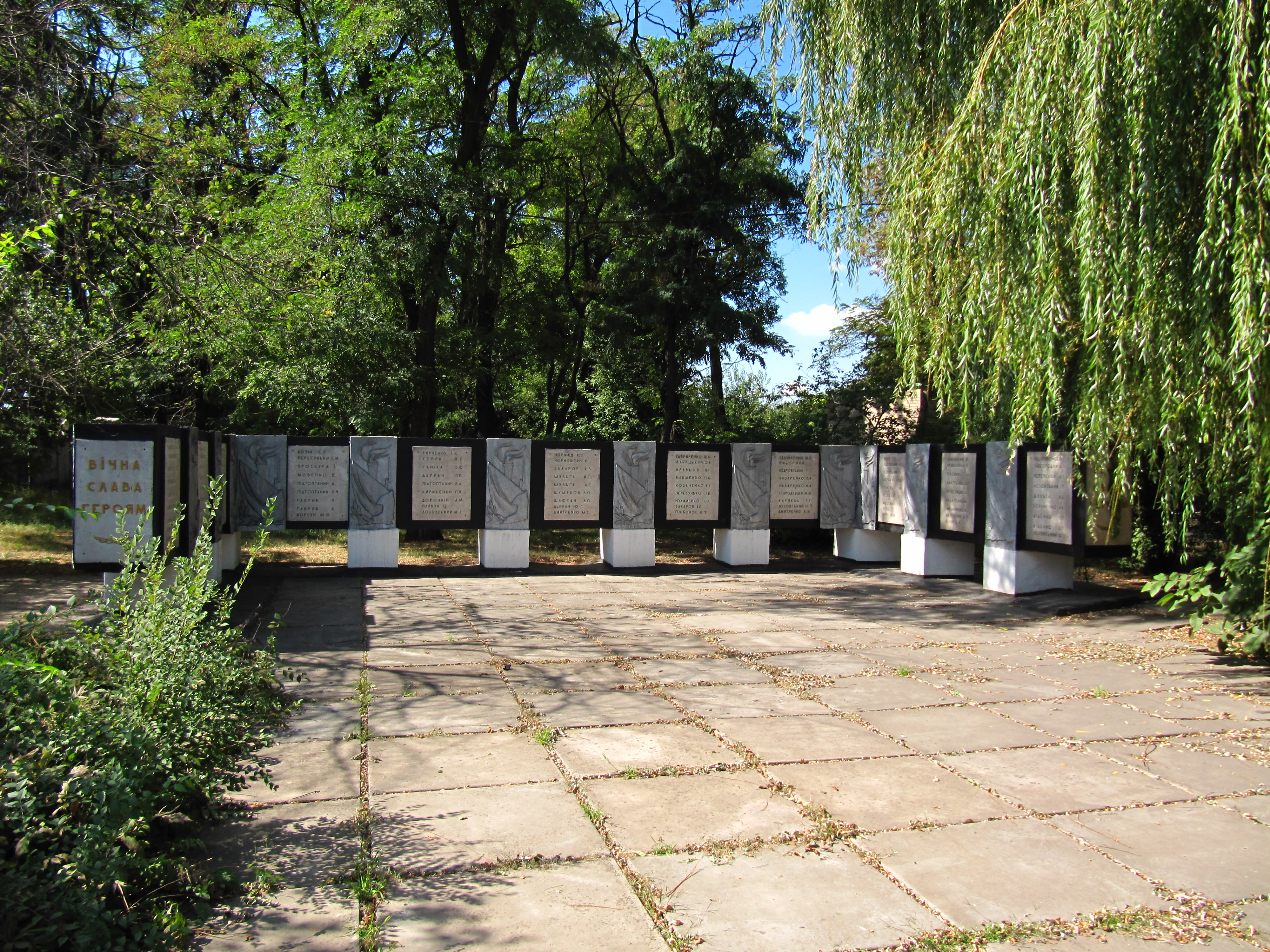
Братська могила патріотів-батуринців та комсомольців-чекістів

Пам’ятка пов’язана з подіями Національно-визвольних змагань 1917-1921 років та з селянським повстанським рухом 1919-1920 років. 
У жовтні 1919 року на Херсонщині була проголошена Висунська народна республіка (включала більше 15 населених пунктів і займала територію 1,75 тис. квадратних кілометрів), уряд якої очолив есер Ф. С. Юхименко. Військові сили республіки налічували більше 3,5 тис. бійців.
В листопаді армія Висунської народної республіки на чолі з Ф. С. Юхименком пробивалася у напрямку на Кривий Ріг. Біля мосту повстанці зіткнулися із Сімферопольським офіцерським полком, що наступав на місто. Бій завершився перемогою висунчан, які захопили місто. 25 листопада 1919 р. у Кривому Розі було створено об’єднаний Тимчасовий уряд Херсонського повіту. Головою уряду став лівий есер Ф. С. Юхименко. 
19 грудня 1919 р. повітовий уряд направив 6-ту і 9-ту роти повстанців, основу яких складали висунці та великоолександрівці, на станцію Долгінцеве. Партизани повинні були захищати станцію, щоб не дати можливості денікінцям відрізати Кривий Ріг від Катеринослава. Бійці розташувались на станції на відпочинок, а вранці на них зненацька напав загін козаків з дивізії Склярова. Почався нерівний бій, в результаті якого втримати станцію не вдалося, більше сотні повстанців було взято в полон. Денікінці розстріляли 126 чоловік, із них 98 висунчан та 26 великоолександрівців. Тяжко пораненим А. Шульзі і З. Мурляну вдалося врятуватися.
У січні 1920 р. жителі селища Долгінцево перенесли тіла розстріляних (95 осіб) з місця загибелі, та поховали в братської могилі. У 1938 році на братській могилі було встановлено обеліск. Після закінчення Другої світової війни пам’ятник реконструйовано, встановлена плита з прізвищами похованих. У 1968 році до братської могили відбулося перепоховання чекістів П. П. Кириленка і А. М. Доронкіна, які загинули 20 грудня 1920 р. в районі Веселих Тернів, де й були поховані. У 1969 році було встановлено пам’ятну стелу з прізвищами загиблих 95 батуринців та 2 чекістів. Архітектор – Б. П. Кахно, скульптор – О. В. Васякін. Рішенням Дніпропетровського облвиконкому від 08.08.1970 р. № 618 пам’ятка була взята на державний облік з охоронним номером 1678.

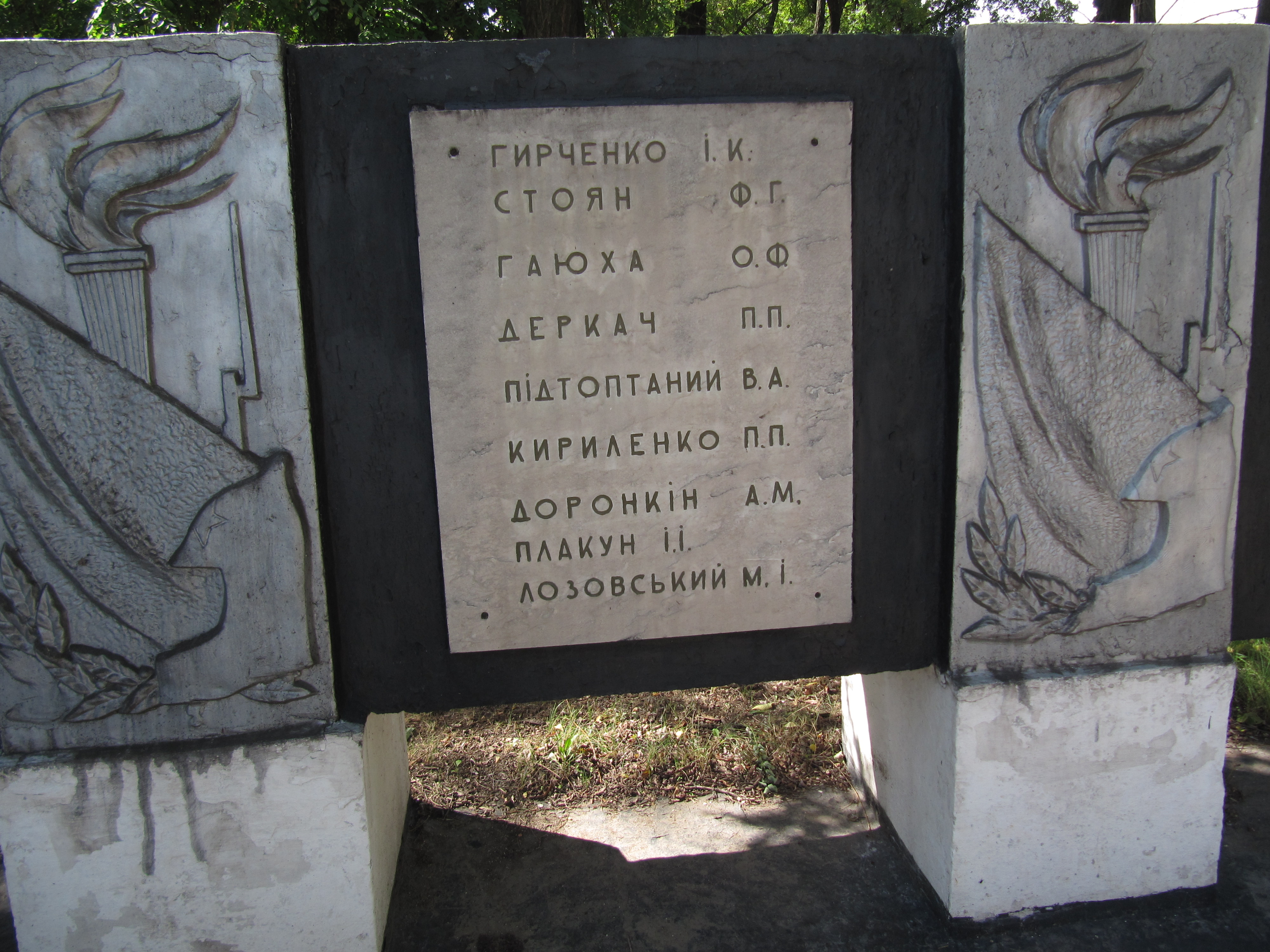

## Пам’ятка
Пам’ятка виконана у вигляді П-подібної залізобетонної стели на десяти бетонних кубічних тумбах. Розміри конструкції: зовнішня довжина основної стіни 10,5 м, бічні – 6,0 м, товщина 0,65 м, висота стели 1,25 м, тумби довжиною 0,8 м, шириною 0,6 м, висотою 0,6 м. Внутрішні: довжина 9,0 м, довжина бічних сторін 5,0 м.
На лицевій площині стели встановлено 12 бетонних декоративних рельєфів по всій висоті стели (1,25 м), які, за виключенням двох кутових, спираються на тумби-опори. Зображення однотипні і складаються із силуету будьонівки і лаврової гілки на тлі схиленого прапора, за яким розміщено палаючий факел і багнет гвинтівки. Рельєфи покриті «алюмінієвою» фарбою. Розмір плит 1,25х0,6х0,1 м. Між декоративними вставками, на «утопленому» чорному тлі, з інтервалом в 1,2 м встановленні бетонні меморіальні плити з іменами похованих, розмірами 1,0х0,8х0,03 м. На кожній плиті по 9 прізвищ. Їхня лицева сторона пофарбована у сріблястий колір. На торцях стели плити розмірами 1,0х0,6х0,02 м з написом: «Вічна слава героям». Внутрішній простір стели і підхід до неї з боку дороги вкрито бетонними плитами 1,0х1,0 м. Розмір перекриття 21,5х9,0 м. Ділянка навкруги пам’ятника засаджена листяними деревами.